# 雷城街道
雷城街道，是中华人民共和国广东省湛江市雷州市下辖的一个乡镇级行政单位。

## 行政区划
雷城街道下辖以下地区：
镇中社区、镇北社区、朝阳社区、苏楼社区、关部社区、南门社区、雷湖社区、下河社区、城内社区、城西社区和城南社区。